# Львова-Белова, Мария Алексеевна
Мари́я Алексе́евна Льво́ва-Бело́ва (род. 25 октября 1984, Пенза, РСФСР, СССР) — российский государственный, политический и общественный деятель. Уполномоченный при Президенте Российской Федерации по правам ребёнка с 27 октября 2021 года.
Специалист по социализации и социальной адаптации детей-сирот, молодых взрослых с инвалидностью и выпускников детских домов.
Сенатор Российской Федерации — представитель от исполнительной власти Пензенской области (21 сентября 2020 — 10 ноября 2021). Член Общественной палаты Российской Федерации (2017—2019).
Руководитель ряда благотворительных проектов — «Квартал Луи», «Дом Вероники», «Новые берега», «Дом на Берёзовском» (до 2021 года).
С 16 июня 2022 года за поддержку российской войны против Украины — под санкциями Великобритании, с 1 июля — также и Австралии, а с 23 августа — и Канады, кроме того, находится в санкционных списках всех стран Евросоюза и США за усилия по депортации десятков тысяч украинских детей в Россию.

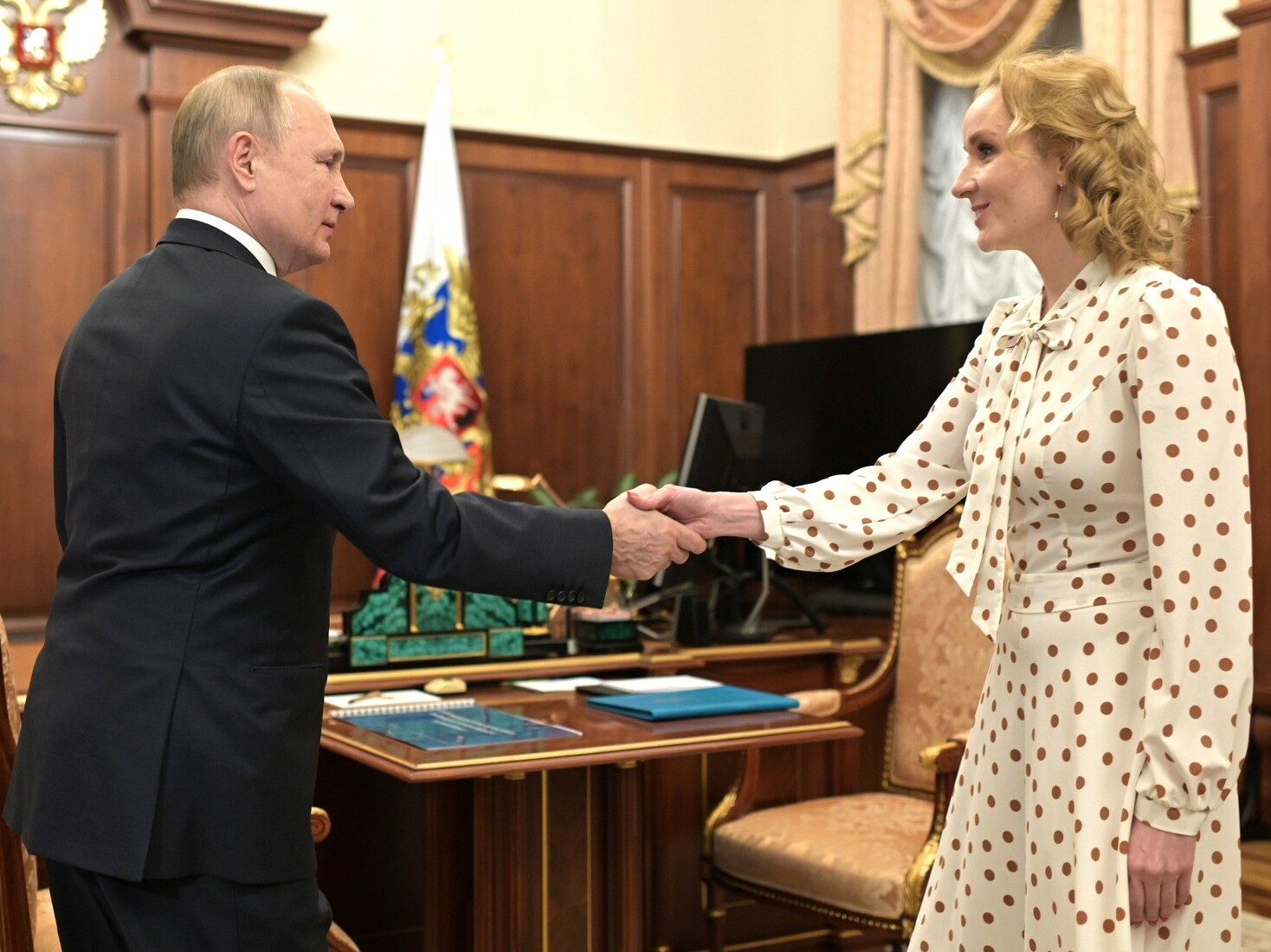
В марте 2022 года с Владимиром Путиным

17 марта 2023 года Международным уголовным судом в Гааге был выдан ордер на арест Львовой-Беловой, вместе с Владимиром Путиным, подозреваемой в незаконной депортации украинских детей в ходе российского вторжения на Украину. Впервые МУС выдал орден на арест в отношении женщины.

## Биография
Родилась 25 октября 1984 года в Пензе. Отец — Алексей Александрович Львов-Белов (род. 1963), музыкант, композитор, деятель культуры.
В 1990 году пошла в первый класс школы № 37, в 1995 году перевелась в лингвистическую гимназию № 6.
В 2002 году окончила училище культуры и искусств имени А. А. Архангельского по специальности «Дирижёр эстрадного оркестра».
В 2003—2005 годах училась в Самарском государственном институте культуры, но оставила учёбу из-за рождения ребёнка.
Является выпускницей четвёртого потока в так называемой «школе губернаторов».
В 2000—2005 годах работала преподавателем по классу гитары в детских музыкальных школах № 5 и № 1, в училище культуры и искусств в Пензе.
В 2008—2020 годах — соучредитель и руководитель Пензенской региональной общественной организации по содействию социальной адаптации «Благовест».
В 2011—2014 годах — член Общественной палаты Пензенской области III созыва, в 2017—2019 годах — член Общественной палаты Пензенской области IV и V созывов, одновременно в 2017—2019 годах член Общественной палаты Российской Федерации.
С 2014 года Мария Львова-Белова была учредителем и исполнительным директором автономной некоммерческой организации содействия социальной адаптации личности «Квартал Луи». Реабилитационный центр, названный в честь джазового музыканта Луи Армстронга, помогал молодым людям с ограниченными возможностями здоровья, оставшимся без попечения родителей, адаптироваться к самостоятельной жизни.
В 2017 году по инициативе Марии Львовой-Беловой в Пензе начал работать первый в России пансион для молодых людей с тяжёлой степенью инвалидности «Дом Вероники».
21 ноября 2018 года презентовала реализуемые в Пензе проекты по социальной адаптации инвалидов на встрече председателя правительства Российской Федерации Дмитрия Медведева с представителями некоммерческих организаций.
В 2018 году Львова-Белова представила проект — резиденцию для проживания молодых людей с разной формой инвалидности Арт-Поместье «Новые берега».
В 2019 году поступила в Пензенский государственный технологический университет по направлению «Менеджмент».
С 22 февраля 2019 года по 8 декабря 2021 года была одним из трёх сопредседателей регионального штаба Регионального отделения Общероссийского общественного движения "Народный фронт «За Россию»" в Пензенской области.
8 сентября 2019 года была избрана депутатом Пензенской городской думы по единому округу от партии «Единая Россия», но отказалась от мандата депутата из-за необходимости завершения проекта «Новые берега». По данным СМИ, Львову-Белову вынудили «передать» мандат Ольге Израновой. Ситуация была крайне негативно воспринята экспертами и обществом, нанесен репутационный ущерб Единой России.
В 2019 году вступила в партию «Единая Россия» (партийный билет ей вручил 23 ноября 2019 года председатель партии Дмитрий Медведев).
С 24 ноября 2019 года по 4 декабря 2021 года — член Президиума Генерального совета партии «Единая Россия», в котором была сопредседателем рабочей группы по поддержке гражданского общества.
В 2019 году в рамках спецпроекта агентства «РИА „Sm-News“» «Человек региона-2019» Мария Львова-Белова стала человеком года Пензенской области.
В феврале 2020 года единственная от Пензенской области вышла в финал конкурса управленцев «Лидеры России»—2020 и в сентябре 2020 года стала одним из победителей этого конкурса.
8 сентября 2020 года рассказала о проектах для людей с инвалидностью, реализуемых под её руководством некоммерческой организацией «Квартал Луи», в ходе встречи Президента Российской Федерации Владимира Путина с победителями конкурса «Лидеры России».
1 августа 2020 года в ходе выборов губернатора Пензенской области кандидатом на должность губернатора Пензенской области Иваном Белозерцевым была названа в числе трёх кандидатов (наряду с Александром Самокутяевым и Александром Гуляковым) для наделения полномочиями члена Совета Федерации — представителя от исполнительного органа государственной власти региона в случае его избрания.
21 сентября 2020 года постановлением губернатора Пензенской области была наделена полномочиями сенатора Российской Федерации — представителя от правительства Пензенской области на срок его полномочий, то есть до сентября 2025 года.
23 сентября 2020 года вошла в состав комитета Совета Федерации по социальной политике.
18 ноября 2020 года стала полномочным представителем Совета Федерации по взаимодействию с Уполномоченным при Президенте Российской Федерации по правам ребёнка.
26 июня 2021 года стала выпускницей Президентского кадрового резерва РАНХиГС.
В августе 2021 года в ходе досрочных выборов губернатора Пензенской области кандидатом на должность губернатора Пензенской области Олегом Мельниченко была вновь названа в числе трёх кандидатов (наряду с Александром Гуляковым и Маратом Лебедевым) для наделения полномочиями сенатора Российской Федерации — представителя от исполнительного органа государственной власти региона в случае его избрания.
28 сентября 2021 года постановлением губернатора Пензенской области Олега Мельниченко была вновь наделена полномочиями сенатора Российской Федерации — представителя от правительства Пензенской области на срок его полномочий, то есть до сентября 2026 года.
27 октября 2021 года Президент России Владимир Путин назначил сенатора Марию Львову-Белову Уполномоченным при Президенте Российской Федерации по правам ребёнка.
15 декабря 2022 года вошла в состав попечительского совета государственного благотворительного фонда «Круг добра» в соответствии с указом Президента. В 2024 году стала доверенным лицом кандидата в президенты России Владимира Путина

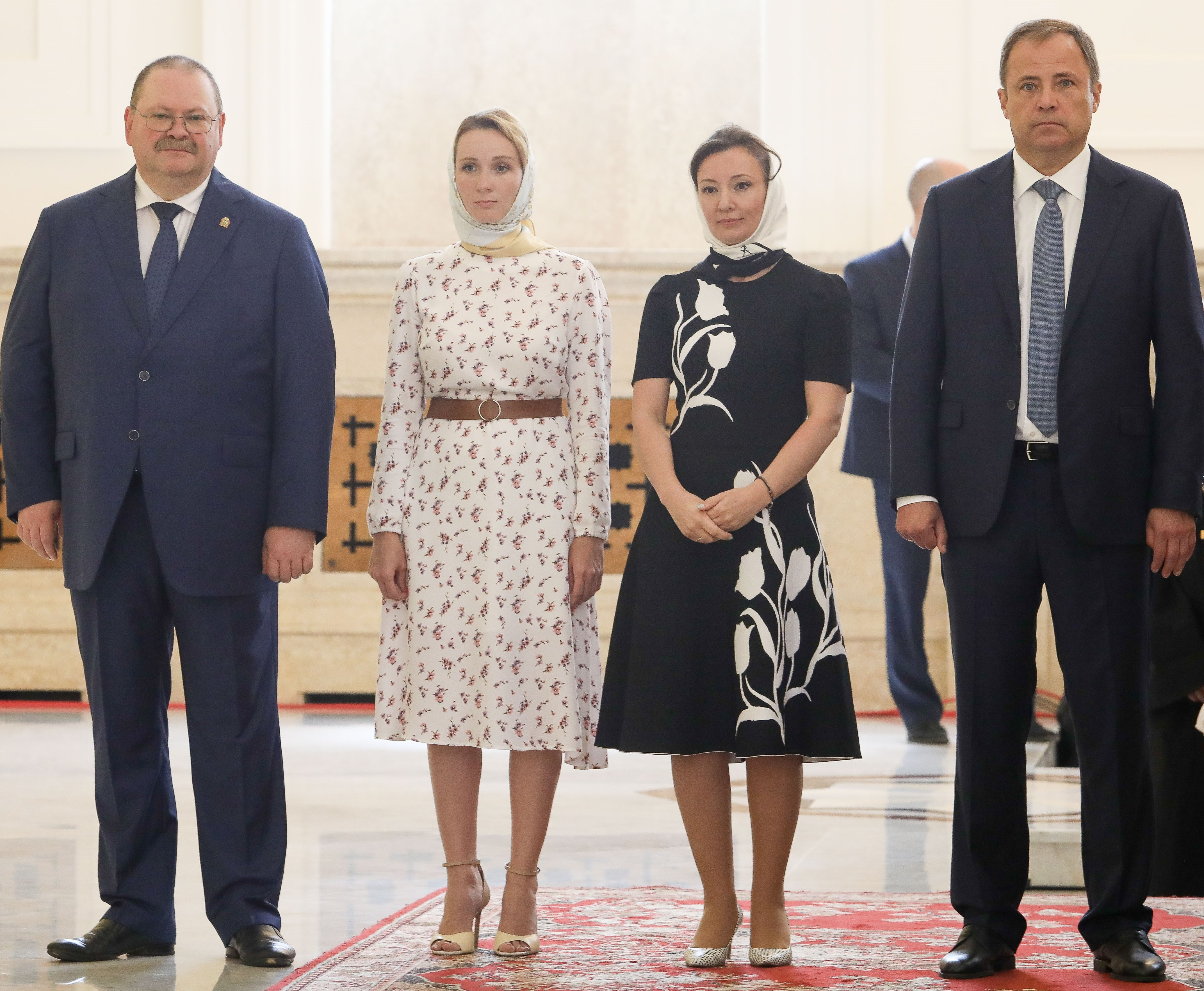
Губернатор Пензенской области О. В. Мельниченко, уполномоченный Президента РФ по правам ребёнка М. А. Львова-Белова, Заместитель председателя Государственной Думы А. Ю. Кузнецова, Полномочный представитель Президента РФ в Приволжском федеральном округе И. А. Комаров на богослужении по освящению Спасского кафедрального собора в г. Пензе

## Общественная деятельность

### Квартал Луи
1 ноября 2014 года по инициативе Марии Львовой-Беловой в г. Пензе был открыт благотворительный проект «Квартал Луи». Его главная цель — подготовка к самостоятельной жизни и адаптация молодых взрослых с разными формами инвалидности после детских домов и интернатов. «Квартал Луи» включает в себя три площадки сопровождаемого проживания: «Дом на Берёзовском», «Дом Вероники», «Новые Берега». Благотворительный проект получил своё название в честь легендарного джазового музыканта Луи Армстронга, который был социальным сиротой.
Квартал поддерживают представители власти и близкие к Кремлю предприниматели, так главными попечителями «Квартала Луи» является Фонд президентских грантов и Русская православная церковь. По данным «Важных историй», из фонда президентских грантов проекты «Квартала Луи» получили 160 млн рублей, это второй по величине получатель грантов из категории соцзащиты с 2017 года.
Также небольшую часть доходов «Квартал Луи» получает от удержаний из пенсий подопечных, в 2023 году фонд получил чуть больше миллиона рублей за счет пенсий из общей суммы в 125 млн рублей.

### Дом на Берёзовском
«Дом на Березовском» — один из первых в России форматов сопровождаемого проживания инвалидов. Проект действует по принципу: проживание, обучение, труд. Для выпускников детских домов с инвалидностью проект становится буферной площадкой между социальным учреждением и самостоятельной жизнью. Для этого проекта Мария Львова-Белова вместе с мужем перестроила и адаптировала свой дом в Берёзовском переулке г. Пензы, переехав в родительский. Его первыми жильцами стали пятеро молодых людей на инвалидных колясках.

### Дом Вероники
21 июня 2017 года по инициативе Марии Львовой-Беловой в Пензе начал работать первый в России активный пансион для молодых людей с тяжёлой степенью инвалидности «Дом Вероники». В церемонии открытия приняли участие Министр труда и социальной защиты России Максим Топилин, полномочный представитель президента России в Приволжском федеральном округе Михаил Бабич, глава Ингушетии Юнус-Бек Евкуров и губернатор Пензенской области Иван Белозерцев. Проект «Дом Вероники» собрал около 27 млн рублей, часть денег для проекта выделили правительство Пензенской области, фонд представитель президента и фонд президентских грантов.

### Новые берега
В декабре 2019 года состоялось открытие строящегося по инициативе Марии Львовой-Беловой квартала «Новые берега» в селе Богословка Пензенского района Пензенской области, где люди с ограниченными возможностями здоровья и семьи, воспитывающие детей-инвалидов, будут жить и заниматься реализацией социальных проектов. В декабре справили новоселье его первые резиденты (30 человек из 5 регионов России). В церемонии открытия приняли участие полномочный представитель президента России в Приволжском федеральном округе Игорь Комаров, губернатор Пензенской области Иван Белозерцев и митрополит Пензенский и Нижнеломовский Серафим. Квартал начали строить в 2018 году, на территории находилось шесть жилых домов, храм, гостиница, кафе, гончарная мастерская и салон красоты.
Строительство «Новых берегов» обошлось более чем в 208 млн рублей, деньги жертвовали государство и бизнесмены, в том числе «Сбербанк», Роман Абрамович, Владимир Потанин, фонды Константина Малофеева и Геннадия Тимченко, а также за счёт президентских грантов. Возглавляет квартал младшая сестра Марии Львовой-Беловой Софья Львова-Белова, в разное время в квартале работали все родственники Львовой-Беловой: отец, муж и братья.

## Награды
- Почётная грамота Президента Российской Федерации (29 октября 2018 года) — «за достигнутые трудовые успехи и многолетнюю добросовестную работу»[52];
- Орден Святого равноапостольного великого князя Владимира III степени (Русская православная церковь, 2016 год) — «за развитие благотворительности»[14][15];
- Почётный знак «Во славу земли Пензенской» (1 ноября 2021 года) — «в знак благодарности за труд Марии Львовой-Беловой на посту сенатора от Пензенской области»[53];
- Знак отличия «За заслуги перед Республикой» III степени (Донецкая Народная Республика, 28 марта 2023 года) — «за заслуги перед Донецкой Народной Республикой»[54].
- Орден Дружбы (23 августа 2023 года, Южная Осетия) — за большой вклад в укрепление отношений дружбы и сотрудничества между народами, активное содействие процессам защиты прав ребёнка в Республике Южная Осетия и в связи с 15-й годовщиной признания независимости Республики Южная Осетия Российской Федерацией[55].

## Семья
Отец: Алексей Александрович Львов-Белов. Работал преподавателем в училище культуры и искусств им. А.А. Архангельского. В 2009 году, перешёл работать в Пензенскую филармонию, через год возглавив её. С 2014 года руководил Краснодарским музыкальным театром, с 2020 по 2024 год — Краснодарским творческим объединением «Премьера» им. Л. Г. Гатова.
Младшая сестра: Софья Львова-Белова, глава «Квартала Луи». Братья: Павел и Федор (работают в филиале «Квартала Луи» в Краснодаре).
В 2003 году вышла замуж. Супруг Павел Когельман (род. 1982) — священник Русской православной церкви, служит в Храме Рождества Пресвятой Богородицы в Крылатском. До рукоположения в 2019 году работал программистом. Брак продлился до 2024 года.
Мать 9 детей, из них пятеро — кровных (в 2005 году родила первого ребёнка, в 2007 году — второго, в 2010 году — третьего, в 2014 году — четвёртого, в 2018 году — пятого) и четыре приёмных. В 2020 году взяла под опеку восемь молодых людей с ментальной инвалидностью, в 2021 году оформила опекунство ещё над пятью недееспособными выпускниками детского дома. В феврале 2023 года усыновила 15-летнего мальчика Филиппа Головню, которого вывезли из оккупированного российскими войсками Мариуполя.
8 сентября 2024 года в Подмосковном посёлке Довиль состоялась свадьба Марии Львовой-Беловой и Константина Малофеева (род. 1974). Ранее СМИ сообщали что Львова-Белова ушла от супруга к Малофееву, при этом несовершеннолетние дети остались жить с отцом.

## Доходы
Сумма декларированного дохода за 2020 год составила 2 млн 933 тыс. рублей, её супруга — 446 тыс. рублей.

## Международные санкции
16 июня 2022 года как высокопоставленный чиновник РФ попала в список людей, против которых Великобритания ввела персональные санкции из-за войны на Украине. По данным властей страны, Львова-Белова участвовала в незаконной депортации детей с территории Луганской и Донецкой областей в РФ с их последующим принудительным усыновлением. 1 июля того же года попала под санкции Австралии по аналогичному основанию.
21 июля 2022 года была включена в санкционный список стран Евросоюза за поддержку и реализации политики, подрывающую территориальную целостность, суверенитет и независимость Украины и за нарушение прав украинских детей. В частности, Евросоюз отмечает, что Львова-Белова является одной из наиболее причастных к незаконной перевозке украинских детей в Россию и их усыновление российскими семьями, кроме того, она «публично поддержала российскую аннексию Донбасса».
С 23 августа 2022 года включена в санкционный список Канады «элит и ближайших соратников режима» как «соучастник агрессии российского режима против Украины».
В сентябре 2022 года включена в санкционные списки США за «усилия по депортации тысяч украинских детей в Россию» и «принудительное усыновление украинских детей в российские семьи, так называемое „патриотическое воспитание“ украинских детей». С 27 января 2023 года — под санкциями Японии. С 18 ноября 2023 года — под санкциями Украины.

## Критика
После российского вторжения на Украину Мария Львова-Белова организовывала депортацию украинских детей в Россию, заявляя, что «прививает им патриотизм» на специальных интеграционных программах. Так, в сентябре 2022 года, выступая на заседании Общественной палаты, Львова-Белова заявила, что депортированных сирот из Мариуполя, которых «нашли в подвалах», в новых семьях «учат любить Россию». Также Мария Львова-Белова неоднократно поддерживала российский пропагандистский нарратив о «спасении детей Донбасса».
В августе 2023 года Reuters выпустило расследование, согласно которому 27-летний советник уполномоченной при президенте РФ по правам ребёнка в России Марии Львовой-Беловой Алексей Петров в период с 2011 по 2014 гг. размещал в соцсетях посты, связанные с группировкой WotanJugend и другими неонацистскими объединениями. Петров отписался более чем от 150 групп «В контакте» после того, как агентство направило ему свои вопросы. В аппарате уполномоченной Петров курирует проект «Детям — в руки», собирающий гуманитарную помощь для детей из ЛНР и ДНР, а также контролируемой Россией части Украины, 5 апреля был одним из выступавших на заседании Совбеза ООН посвящённому вывозу украинских детей в Россию.
В совместном расследовании «Важных историй» и The Reckoning Project отмечалось что Мария Львова-Белова и её сестра Софья Львова-Белова участвовала в принудительной депортации совершеннолетних людей. Так, они вывезли из Олешковского дома-интерната для людей с особенностями развития на оккупированной части Херсонской области как минимум четверых воспитанников против их воли. Воспитанников поместили в квартал «Новые берега», сделав их «визитной карточкой», при этом отмечалось, что на Украине у них есть приёмные родители.
В 2023 году издание «Вёрстка» отмечало, что после того как Львова-Белова перешла в федеральную политику, в её социальных проектах стало меняться отношение к подопечным. Так, на некоторых жильцов якобы оформлялись кредиты для оплаты расходов на лечение, а другие умирали из-за отсутствия должного ухода. Кроме того, постояльцев с тяжёлой формой инвалидности «прятали» от проверяющих органов.

## Уголовное преследование
Международный уголовный суд в Гааге 17 марта 2023 года выдал ордер на арест уполномоченной по правам ребёнка в России Марии Львовой-Беловой. По данным уголовного суда в Гааге, Львова-Белова «предположительно несёт ответственность за военное преступление», которое заключается в незаконной депортации украинских детей с оккупированных территорий Украины в Российскую Федерацию. Судьи Международного уголовного суда отмечают, что Мария Львова-Белова несёт персональную ответственность за депортацию детей, «совершив эти деяния непосредственно, совместно с другими лицами и/или через действия других лиц». Сама Белова прокомментировала новость таким образом: 

Здо́рово, что международное сообщество оценило ту работу по помощи детям нашей страны, что мы не оставляем их в зоне военных действий, что мы вывозим их, что создаем для них хорошие условия, окружаем их любящими заботливыми людьми. Были санкции всех стран, даже Японии, в отношении меня, сейчас — ордер на арест, интересно, что будет дальше — ну, а мы продолжаем работать.